# Adian Nangka
Adian Nangka is een bestuurslaag in het regentschap Dairi van de provincie Noord-Sumatra, Indonesië. Adian Nangka telt 1244 inwoners (volkstelling 2010).